# Terminal Fluvial do Barreiro
O Terminal Fluvial do Barreiro é um dos seis pontos de ligação da Transtejo e Soflusa à Margem Norte do rio Tejo, permitindo o acesso às embarcações que fazem o trajeto entre a Praça do Comércio e o Barreiro:
- ~B~ Terreiro do Paço ⇄ Barreiro

O terminal está situado na Avenida da Liberdade, na zona do Barreiro. Faz interface com a Estação Ferroviária do Barreiro, que serve a Linha do Sado, para além de ligar a inúmeras linhas da Carris Metropolitana e dos Transportes Coletivos do Barreiro nas paragens circundantes, possibilitando o transporte direto até Alcochete, Aldeia de Paio Pires, Alhos Vedros, Alto do Seixalinho, Baixa da Banheira, Coina, Lavradio, Moita, Montijo, Santo André, Santo António da Charneca, São Francisco, Sarilhos Grandes, Seixal, Vale da Amoreira e Vila Chã, e de contar com uma praça de táxis.

## História
As primeiras viagens regulares de barco entre o Barreiro e Lisboa tiveram início no século XIX com a inauguração dos barcos a vapor que faziam a travessia do rio Tejo.
Com a inauguração da Linha do Sul a 1 de fevereiro de 1861, na altura com término no Barreiro, a ligação fluvial a Lisboa ganhou especial importância por se tornar a porta de entrada dos passageiros vindos da zona sul de Portugal. No entanto, devido à falta de infraestrutura mais apta a esse serviço, apenas eram efetuadas duas viagens diárias entre as duas margens, com os passageiros a serem desembarcados na Ponta do Mexilhoeiro e a terem de percorrer cerca de dois quilómetros por um areal até alcançarem a estação ferroviária.
De forma a melhorar a ligação entre o transporte ferroviário e o transporte fluvial, foi realizada a dragagem de um canal que permitia o desembarque dos passageiros dos barcos a vapor para pequenas embarcações que por sua vez conseguiam já atracar em pequenos ancoradouros.
A 4 de outubro de 1884 foi inaugurada a Estação Ferroviária de Barreiro-Mar. A sua construção, numa zona de aterro ao lado da atual estação ferroviária, iniciou-se em 1875, tendo sido projetada pelo engenheiro Miguel Pais. Esta estação permitia o acesso direto e rápido entre o transporte ferroviário e o transporte fluvial e esteve em funcionamento durante mais de 120 anos, até ao seu encerramento a 14 de dezembro de 2008 na sequência da construção da atual Estação Ferroviária do Barreiro. Durante o seu longo período de funcionamento foram realizadas várias intervenções na estação ou na zona circundante como a construção de uma ponte-cais numa superfície conquistada ao mar, a realização de vários trabalhos de ampliação, remodelação e melhoramento da estação e a abertura da Avenida Batalhão de Sapadores do Sul e Sueste para melhorar o acesso rodoviário. Chegou a equacionar-se a instalação do Museu Nacional Ferroviário nesta estação, tendo sido no entanto escolhida a solução atual junto à Estação Ferroviária do Entroncamento.
Em 1984 verificou-se a necessidade de reordenar este interface, tendo sido apresentado em 1990 um projeto de execução de um novo terminal rodo-ferro-fluvial pela Consulmar, o qual não chegou a ser concretizado. Em 1994 foi apresentado o projeto de execução do atual Terminal Fluvial do Barreiro pela Comboios de Portugal, inaugurado a 5 de setembro de 1995, o qual deixava de parte a construção de uma nova estação ferroviária.
A 12 de fevereiro de 2018 é publicado em Diário da República no n.º 30/2018, Série II, a abertura do procedimento de classificação do Complexo Ferroviário do Barreiro.